# Баян овоо
Баян овоо (монг. Баян-Овоо) — сомон аймаку Умнеговь, Монголія. Площа 11,3 тис. км², населення 2,0 тис. чол. Центр сомону селище Ерденецогт лежить за 616 км від Улан-Батора, за 162 км від міста Даланзадгад.

## Рельєф
Найвища точка — гора Яма ат 1926 м. Широкі степи Ажийн, Замагтайн, Гобі Борзонгийн. Ріки Удзийт, Хонгил, Ехен.

## Клімат
Клімат різко континентальний. Щорічні опади 100 мм, середня температура січня −15°С, середня температура липня +25°С. Ґрунти в основному степові.

## Природа
Рослинність степова, польова. Водяться вовки, лисиці, дикі барани, дикі степові кішки, антилопи, козулі, джейрани, песці. Різні види птахів, у тому числі журавлі.

## Корисні копалини
Родовища кам'яного вугілля, будівельної глини, дорогоцінного каміння.

## Сільське господарство
В основному займаються розведенням верблюдів та кіз.

## Соціальна сфера
Є школа, лікарня, культурний та торговельно-обслуговуючий центри.